# 瑞典 (緬因州)
瑞典（英語：Sweden）是一個位於美國緬因州牛津縣的鎮。

## 人口
根據2020年美國人口普查的數據，瑞典的面積為77.03平方千米，當中陸地面積為74.64平方千米，而水域面積為2.38平方千米。當地共有人口406人，而人口密度為每平方千米5人。